# Daviston
Daviston és una població dels Estats Units a l'estat d'Alabama. Segons el cens del 2000 tenia 267 habitants.

## Demografia
Segons el cens del 2000, Daviston tenia 267 habitants, 109 habitatges, i 74 famílies. La densitat de població era d'11,2 habitants/km².
Dels 109 habitatges en un 34,9% hi vivien nens de menys de 18 anys, en un 52,3% hi vivien parelles casades, en un 14,7% dones solteres, i en un 31,2% no eren unitats familiars. En el 26,6% dels habitatges hi vivien persones soles l'11,9% de les quals corresponia a persones de 65 anys o més que vivien soles. El nombre mitjà de persones vivint en cada habitatge era de 2,45 i el nombre mitjà de persones que vivien en cada família era de 3,01.
Per edats la població es repartia de la següent manera: un 24,7% tenia menys de 18 anys, un 6,7% entre 18 i 24, un 32,6% entre 25 i 44, un 23,6% de 45 a 60 i un 12,4% 65 anys o més.
L'edat mediana era de 39 anys. Per cada 100 dones hi havia 103,8 homes. Per cada 100 dones de 18 o més anys hi havia 87,9 homes.
La renda mediana per habitatge era de 31.250 $ i la renda mediana per família de 37.500 $. Els homes tenien una renda mediana de 26.250 $ mentre que les dones 16.875 $. La renda per capita de la població era de 14.239 $. Aproximadament el 15,9% de les famílies i el 18,4% de la població estaven per davall del llindar de pobresa.

## Poblacions properes
El següent diagrama mostra les poblacions més properes.